# Hydroporus hellenicus
Hydroporus hellenicus är en skalbaggsart som beskrevs av Paolo Mazzoldi och Toledo 1992. Hydroporus hellenicus ingår i släktet Hydroporus och familjen dykare. Inga underarter finns listade i Catalogue of Life.